# Coerenza (linguistica)
La coerenza è, in linguistica testuale, la relazione che lega i significati degli enunciati che formano un testo.
Un testo, quindi, produce senso in virtù di una continuità di senso, di una relazione coerente fra gli enunciati che lo compongono, da un lato, e fra le espressioni testuali e le porzioni di sapere che queste attivano, dall'altro.
L'approccio procedurale – la semantica procedurale – studia il significato linguistico (in questo caso, la coerenza testuale), attuando uno spostamento dell'attenzione. Anziché partire dalla scomposizione del testo e dalla ricerca di significati nel testo, questo approccio suggerisce di esaminare come viene attribuito un senso concettuale alle espressioni linguistiche e come questi sensi siano posti in strutture più vaste di un mondo testuale. Essendo i mondi testuali un'attività di routine ben documentata della comunicazione umana, è notevole il guadagno che se ne può trarre.

## Origine del termine
Dal latino cohaerentia, derivato di cohaerens, cohaerentis («coerente»), il termine viene adoperato in molti campi delle scienze umane. Nella linguistica assume la connotazione odierna a partire dai lavori di Roland Harweg (1968), Teun van Dijk (1972, 1977) e Robert-Alain De Beaugrande (1980).

## Configurazione testuale
La coerenza rappresenta a livello semantico la 'configurazione' di concetti e relazioni soggiacente al testo di superficie, garantendone – nel caso di testi coerenti – l'accesso e la rilevanza reciproca. Il sapere, o le conoscenze, non sono affatto identici al significato o al contenuto delle espressioni linguistiche che li rappresentano o li trasmettono; per questo l'approccio procedurale preferisce parlare – a proposito di concetti – di conoscenze o di sapere anziché di significato o senso (propri della linguistica e della semiotica), designando sempre un contenuto cognitivo.
- Un concetto è una configurazione di conoscenze (sapere, contenuto cognitivo) che può essere attivata o richiamata alla coscienza con maggiore o minore unitarietà e consistenza. Le componenti essenziali per l'identità di un concetto costituiscono un sapere determinato (ad es. tutti gli uomini sono mortali). D'altro lato, le componenti che sono vere solo nella maggior parte dei casi in cui viene adoperato un concetto, si definiscono sapere tipico (ad es. gli uomini di solito vivono in comunità). Infine, le componenti che possono essere vere o no rappresentano un sapere accidentale (ad es. alcuni uomini sono grassi).
- Le relazioni sono gli anelli di congiunzione fra i concetti che si presentano assieme nel mondo testuale; ogni anello dovrebbe apportare una designazione del concetto con cui stabilisce un collegamento (ad es. 'stato di', 'attributo di' ecc.). Sono queste relazioni a delimitare il valore d'uso di ciascun concetto.

## Campi di applicazione
La coerenza si distingue dalla coesione per i seguenti motivi: se questa va ricercata nel modo in cui sono formati (sintatticamente o grammaticalmente), e connessi fra loro gli enunciati, all'opposto quella è attribuita al testo da chi lo interpreta sulla base di conoscenze enciclopediche o pragmatiche. Per questo motivo la chiave per intendere la nozione di coerenza non risiede tanto nella lingua, bensì nelle persone. Sono queste a 'dare senso' a ciò che leggono o ascoltano, cercando di giungere a un'interpretazione conforme alla loro esperienza della costituzione del mondo.
Un testo non produce da sé un senso: in quanto prodotto di attività umane, l'uso dei testi richiede un'interazione e un compromesso costante tra il materiale offerto e la predisposizione dei partecipanti alla comunicazione; pertanto, la coerenza può essere considerata non soltanto come una caratteristica dei testi, ma anzi come il risultato dei processi cognitivi degli utenti dei testi stessi.

## Il senso del testo: le divergenze
Molte espressioni hanno diversi significati possibili; ma di norma, solo un 'senso' – ovvero un significato attuale: quella conoscenza che viene effettivamente trasmessa mediante le espressioni all'interno di un testo. Nei casi di poca o carente coerenza testuale possiamo avere divergenze di intese:
- se il senso inteso dal parlante non è immediatamente palese, si ha un caso di indeterminatezza;
- se questa indeterminatezza persiste, si registra allora un'ambiguità: ciò avviene quando si suppone che essa non sia stata voluta coscientemente dal parlante;
- abbiamo una polivalenza, invece, quando il producente del testo ha avuto la reale intenzione di esprimere più sensi contemporaneamente (fatto che si verifica di frequente in poesia).

## Aspetti procedurali
Fondamentali per l'attribuzione di coerenza a una serie di enunciati, sono le competenze non linguistiche (o competenze testuali) quali la capacità da parte del lettore/ascoltatore di integrare il senso degli enunciati, di instaurare relazioni fra elementi non esplicitamente collegati sulla base della conoscenza di schemi cognitivi, di riconoscere il tipo di testo e le sue peculiarità e così via: tutta una serie di attività di cooperazione che consentono al mondo testuale di strutturarsi per mezzo del contenuto cognitivo (le conoscenze enciclopediche) messo a confronto dagli utenti del testo stesso.
Aspetti procedurali tipici e reciprocamente dipendenti nei processi di coerenza testuale, così come riportati da W.U. Dressler e R.A. De Beaugrande (1981: 103-130), sono: l'attivazione, la forza di connessione, la scomposizione, l'attivazione ampliata, la memoria episodica e semantica, l'economia, i pattern globali e l'ereditarietà.
Attivazionele espressioni linguistiche con funzione comunicativa attivano una serie di relazioni e concetti corrispondenti all'interno della mente degli utenti a una sorta di 'spazio di lavoro' mentale, un deposito attivo della memoria.
Attivazione ampliataquando si attiva un'unità di sapere, un concetto, una conoscenza, normalmente si attivano – in misura probabilmente differente rispetto alla prima – anche altre unità in qualche modo legate alla prima all'interno del deposito mnemonico.
Forza di connessioneil significato dei concetti può essere inteso come «la somma dei suoi possibili modi d'impiego» (Schmidt 1969: 112-116), ovvero possono racchiudere elementi di sapere diversi a seconda delle condizioni in cui vengono attivati; per questo è tipico un processo di connessione tra vari concetti e vari significati dei concetti stessi, il quale viene attivato ogni volta a seconda delle relazioni interne e del contesto comunicativo.
Scomposizionei concetti sono certamente scomponibili in unità inferiori: questo è un lavoro che – quando pure risulti difficile – la mente umana pratica all'interno della comunicazione per integrare gli enunciati e per renderli coerenti; il metodo e le unità che ne ricava, tuttavia, non sono ancora chiari, o meglio, non mettono d'accordo gli studiosi. Basterà capire che un concetto viene normalmente suddiviso dall'utente in modo inconsapevole (come del resto qualsiasi altra attività procedurale), per ricostruire il senso pieno dell'enunciato (a livello soggettivo).
Memoria episodica e semanticale conoscenze acquisite vengono immagazzinate e ripescate all'occorrenza da 'depositi' di memoria con caratteristiche differenti, legate sia a questioni di natura temporale (durata più o meno lunga) sia a principi di classificazione delle conoscenze. Per segnalare questa diversità, Endel Tulving (1972) ha coniato i termini di memoria episodica e memoria semantica: la prima raccoglie i ricordi legati alle esperienze personali, mentre quella semantica – detta anche concettuale – riflette gli schemi inerenti all'organizzazione del sapere, le strutture di avvenimenti (casi occorrenti che modificano uno stato o una situazione) e di situazioni (configurazioni tipiche di stato).
Economiala memorizzazione di concetti e il loro successivo reimpiego da parte degli utenti, pone una questione di economia dal punto di vista della memorizzazione e, in seguito, della ricerca. Una relazione guadagno-perdita sta alla base dell'attività di ritenzione: essa postula che le configurazioni di uso più frequente vengano immagazzinate nella loro globalità, e che quelle più rare siano immagazzinate in modo scomposto e siano richiamate tramite i singoli componenti.
Pattern globalii pattern rappresentano le sequenze di concetti immagazzinati dagli utenti; la loro memorizzazione globale dipende dalla loro alta incidenza d'uso. Si possono distinguere le seguenti tipologie di pattern: le cornici racchiudono conoscenze su un certo concetto centrale (ad es. «festa di laurea»), laddove gli schemi raccolgono avvenimenti e situazioni connessi da prossimità temporale o da causalità. A differenza della cornice, lo schema ha una disposizione sequenziale; i progetti, distinti dal loro fine premeditato, raccolgono avvenimenti e situazioni caratterizzati da uno scopo preciso; i copioni, infine, contengono progetti che vengono richiamati per definire ruoli e azioni dei partecipanti alla comunicazione.
Ereditarietàavviene a livello di conoscenza una trasmissione tra unità di tipi (o classi) e sottotipi (o sottoclassi) identici o simili. Strettamente legata all'economia, l'ereditarietà agisce in modo da identificare e catalogare le conoscenze: quanto più sono determinati e tipici i tratti di un rappresentante o di una sottoclasse, tanto più celermente essi verranno riconosciuti come elementi di questa o quella classe (ad. es. la frase la gallina è un uccello, quindi un animale contiene il concetto 'gallina' affiliato alla sottoclasse 'uccello', della classe degli animali. Il rappresentante gallina però ha tratti poco tipici rispetto alla sottoclasse 'uccello'; per conseguenza, verrà più facilmente identificato come facente parte della classe animale; differente sarebbe stato parlare di un rappresentante quale il pettirosso).